# Hotel Grande San Calogero

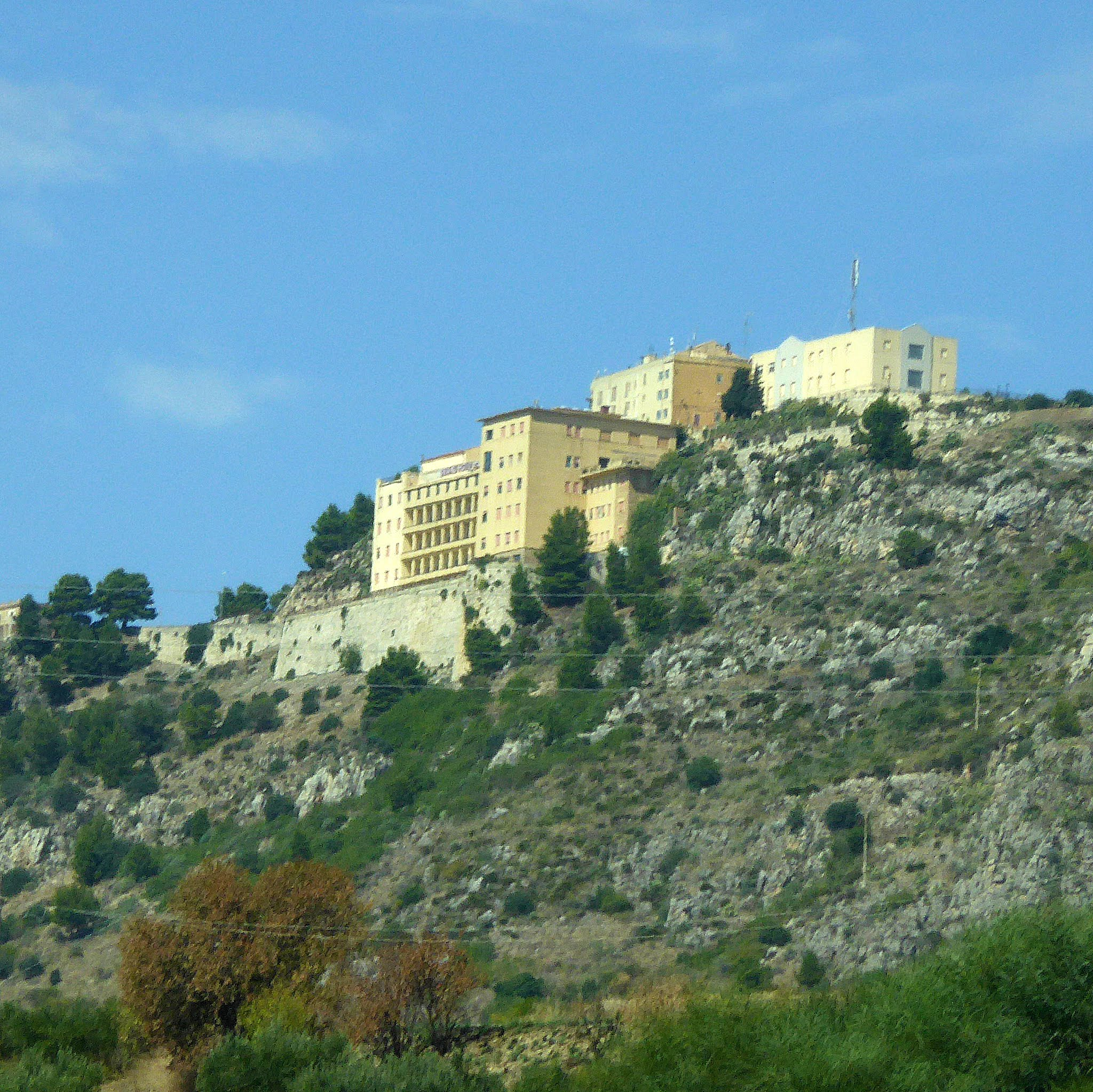
Hotel Grande San Calogero

Das Hotel Grande San Calogero ist ein Bauwerk auf dem Monte San Calogero (Monte Kronio) bei Sciacca im Westen Siziliens. Mit dem Bau des 300-Zimmer-Hotels wurde 1954 begonnen. Das Hotel wurde trotz vieler Ankündigungen nie eröffnet. 1993 wurde festgestellt, dass es nicht an die Kanalisation angeschlossen ist.